# Cartouche, roi de Paris
Pour les articles homonymes, voir Cartouche.
Pour plus de détails, voir Fiche technique et Distribution.
Cartouche, roi de Paris est un Film d'aventure français réalisé par Guillaume Radot sorti en 1950.

## Synopsis
Au XVIIIe siècle au marché de Rouen, Anselme Bourguignon, intendant du duc de Maine, retrouve par hasard son neveu Louis-Dominique, jeune et rebelle surnommé "Cartouche" lors de son passage à l'armée. 

## Fiche technique
- Réalisation : Guillaume Radot, assisté de Georges Lautner
- Scénario et  dialogues :  Pierre Lestringuez
- Décors : Marcel Magniez
- Costumes : Rosine Delamare et Georgette Fillon
- Photographie : Paul Cotteret
- Montage : Pierre Caillet
- Musique : Maurice Thiriet
- Format : Noir et blanc  - 1,37:1 - 35 mm - Son mono
- Genre : Aventure
- Durée : 80 minutes
- Date de sortie : 
  - France :  2 août 1950

## Distribution
- Roger Pigaut : Louis Dominique Bourguignon dit « Cartouche »
- Renée Devillers : Madame de Parabère
- Claire Duhamel : Henriette
- Jean Davy : le régent Philippe d'Orléans
- Jacques Castelot : le duc du Maine
- Jacky Flynt : Vénus, la bohémienne
- Léone Nogarède : la duchesse du Maine
- Lucien Nat : Monsieur de Cellamare
- Pierre Bertin : Monsieur de Boisgreux
- Denis d'Inès : le fermier général
- Jean Carmet : Brin d'Amour, un soldat
- Pierre Palau : Anselme Bourguignon
- René Worms : le cardinal Dubois
- Léon Bary : un officier de cour
- Sinoël : le vieux
- Lucien Blondeau : le majordome
- Yves Brainville : le comte de Hornes
- Marcel Pérès : le recruteur
- Albert Michel : l'espion
- Albert Malbert : le policier
- Frédéric Mariotti : un voleur
- Jean Clarieux : un voleur
- Maurice Régamey : Lafleur, un voleur
- Jo Dervo : un voleur
- Georges Patrix : un voleur
- Michel Barbey : Simon
- Émile Mylo